# Шкофја Лока
Шкофја Лока (словен. Škofja Loka) је град и управно средиште истоимене општине Шкофја Лока, која припада Горењској регији у Републици Словенији.
По попису становништва из 2011. године насеље Шкофја Лока имало је 11.969 становника.

## Природни услови
Рељеф: Шкофја Лока налази се у средишњем делу државе. Град се налази у подножју алпског планинског масива, испод планине Шкофјелошко Хрибовје.
Клима: У граду влада умерено континентална клима.
Воде: Главни водоток је речица Сора, која на месту града настаје спајањем Пољанске Соре и Селшке Соре.

## Историја
У 10. веку јавља се данашње насеље, названо Стара Лока, које убрзо добија на значају. Ту су написани и Брижински споменици, први спис на словеначком језику. У следећим вековима Шкофја Лока постепено уступа пред оближњом Љубљаном, али задржава градски значај. Из тог времена остало је данас очувано старо градско језгро.
Шкофја Лока је више векова био у поседу Хабзбурговаца. 1918. године он се прикључује Краљевству Срба, Хрвата и Словенаца, касније Југославија, да би данас био један од градова Словеније.

## Занимљивости
Шкофја Лока има једно од најочуванијих старих градских језгра у Словенији, посебно значајно у односу на величину града.

## Градови побратими
- Смедеревска Паланка,  Србија

## Галерија слика
- Град
- Панорама са градом
- Панорама града
- Средишњи трг
- Градска црква